# Tomáš Arcijáhen
Tomáš Arcijáhen (chorvatsky Toma Arhiđakon Splitski, latinsky Thomas Archidiaconus Spalatensis; kolem roku 1200, Split – 8. května 1268 tamtéž) byl dalmatský duchovní, historik a kronikář činný ve Splitu.
Byl autorem významného historického díla Historia Salonitana.

## Životopis
Tradiční historiografie uvádí, že se narodil v patricijské rodině římského původu ve Splitu v provincii Dalmácie. Existuje však také teorie, která naznačuje, že Tomáš mohl být původem Chorvat, a že nesnášenlivost vůči Chorvatům představovaná v jeho díle je ve skutečnosti výsledkem staletí nepřátelství vesnice a města. 
Vzdělával se v rodném Splitu a v Bologni, kde studoval teologii a práva mj. u Francesca Accorsa. Poté se vrátil opět do rodného Splitu, kde vykonával různé městské povinnosti a požíval velké vážnosti a nezávislosti. Podle dochovaných dokumentů byl Tomáš od roku 1227 městským notářem a následující rok se stal kanovníkem. V roce 1230 byl zvolen arcijáhnem splitské metropolitní církve. 
Krátce po svém zvolení arcijáhnem se dostal do konfliktu se splitským arcibiskupem Guncelem, který byl ukončen v roce 1234 prostřednictvím kardinála Oty v Perugii. 
Byl zastáncem městské správy organizované podle vzoru italských obcí, proto v roce 1239 odešel do Itálie a svým nástupcem v úřadu starosty Splitu zvolil Gargana de Arscindis.  Za jeho správy byly položeny základy městské statutu.
V roce 1242 ho duchovenstvo ve Splitu zvolilo novým arcibiskupem, ale laici volbu nepřijali, a rozhodnutí tak bylo zrušeno a král Béla IV. jmenoval novým arcibiskupem svého kandidáta, čazmanského probošta Hugrina (Ugrina).  
Jako typický představitel středověkého municipalismu usiloval Tomáš o zachování autonomního postavení Splitu, aby nepodléhal chorvatskému králi, chorvatským feudálům nebo Benátčanům. Tvrdil také, že církev by měla zůstat nezávislá na světské autoritě, a že laikům by nemělo být dovoleno ovlivňovat volbu biskupů v dalmatských městech.
Tomáš byl pohřben v klášterním kostele sv. Františka na nábřeží ve Splitu. Podle názoru K. Segviće z 20. let 20. století byla hrobka vytvořena „teprve nedávno“.  Přesto se zachoval epitaf, který podle překladu Mirjany Matijevićové-Sokolové zní: Kriste, tento Tomáš Arcijáhen učí nauce, kterou následoval, a učil (a další) pravidla: pohrdat světem, vyhýbat se hříchu, krotit tělo, litovat luxusu života, vyhýbejte se svůdným požitkům! Split byl jeho začátek, a také místo, kde se loučil se životem. Když smrt zdědila život, moje sláva pominula. Tady mě sežral červ, a tak tělo, které zmizí, prožívá skutečnou smrt, ale také duši toho, kdo se jí vzdá. Rok Páně 1268 osmého dne měsíce května. 

## Historia Salonitana
Arcijáhen Tomáš napsal v roce 1266 latinský traktát „Historia Salonitana“ (Dějiny salonské círke), která obsahuje velmi cenné informace o raný dějinách Chorvatska. Ve svém díle popsal v chronologickém pořadí život a činnost solinských arcibiskupů - Rozdělit od římských dob svého času, takže mnoho výletů o minulosti města Split a středověkého Chorvatsku, a proto představuje cenný historický zdroj informací o období raných chorvatských panovníků, zejména za Petra Krešimíra IV. a Dmitrije Zvonimíra, o době tatarské invaze (1241–1242) či o konfliktech mezi městy Split a Trogir, jakož i o politických sporech ve městě samotném.
Jeho práce byla později 16. století doplněna a přepracována, čímž vznikl rukopis známý v historiografii jako Historia Salonitana maior,  který také obsahuje přepis Pacta conventa.

## Edice
Moderní kritické vydání s překladem a komentářem:
- Toma Arhiđakon, Historia Salonitana: povijest salonitanskih i splitskih prosvećenika; předmluva, latinský text, kritický aparát a překlad do chorvatštiny Olga Perić; historický komentář Mirjana Matijević-Sokol; studium arcijáhna Tomáše a jeho díla Radoslava Katičiće; Split: Književni krug, 2003; ISBN 953-163-189-1.